# Stafsinge
Stafsinge är en småort i Falkenbergs kommun i Hallands län och kyrkbyn i Stafsinge socken. Byn ligger strax norr om tätorten Falkenberg. Stafsinge räknas sedan 2005 som småort.
I Stafsinge ligger Stafsinge kyrka.

## Stafsinge räddningsstation för skeppsbrutna
Efter det att det inträffat tolv svåra förlisningar utanför Hallandskusten under höststormarna 1903, togs ett privat initiativ till att utöka antalet räddningsstationer, utöver de 16 som då drevs av Lotsverket. År 1906 inrättades i Stafsinge den första privata räddningsstationen, vilken drevs av det 1907 grundade Svenska Sällskapet för Räddande af Skeppsbrutne (SSRS).
Stafsinge fick med roddlivbåten Anna Wallenberg sin, och Sjöräddningssällskapets, första räddningsbåt.